# Pedro Mir
Pour les articles homonymes, voir Mir.
Pedro Julio Mir Valentín (3 juin 1913, San Pedro de Macorís – 11 juillet 2000, Santo Domingo) est un des principaux poètes et écrivains de la République dominicaine. Il fut l'un des membres de la génération « des poètes indépendants des années 1940 » de la poésie dominicaine.

## Œuvres
- Hay un país en el mundo (1949)
- Contracanto a Walt Whitman (1952)
- Seis momentos de esperanza (1953)
- Poemas de buen amor y a veces de fantasía (1969)
- Amén de mariposas (1969)
- Tres leyendas de colores (1969)
- El gran incendio (1969)
- Viaje a la muchedumbre (1971)
- Apertura a la estética (1974)
- Las raíces dominicanas de la doctrina Monroe (1974)
- El huracán Neruda (1975)
- La gran hazaña de Límber y después otoño (1977)
- Cuando amaban las tierras comuneras (1978)
- Fundamentos de teoría y crítica del arte (1979)
- La noción del período en la historia dominicana (1981)
- ¡Buen viaje, Pancho Valentín! (Memorias de un marinero) (1981)
- Historia del hambre en la República Dominicana (1987)
- Estética del soldadito (1991)
- El lapicida de los ojos morados (1991)
- Primeros versos (1993)
- Ayer menos cuarto y otras crónicas (2000)

## Sources
- (en) Cet article est partiellement ou en totalité issu de l’article de Wikipédia en anglais intitulé « Pedro Mir » (voir la liste des auteurs).